# Паровоз Ы
Паровоз Ы — російський вантажний паровоз. Був створений на основі конструкції паровоза Ѵ, але мав меншу вагу. Здебільшого паровози И працювали на другорядних і тупикових напрямках. Стали першими паровозами Армавір-Туапсинської залізниці. 
У паровозів різновиду Ыч на російських залізницях вперше були поєднані парова компаунд-машина і пароперегрівач. 
Крім того, вони були найпотужнішими російськими паровозами з компаунд-машиною. 
Більшість паровозів Ы було списано у 1955-1957 рр.